# Skaz pro to, kak tsar Pjotr arapa zjenil
Skaz pro to, kak tsar Pjotr arapa zjenil (russisk: Сказ про то, как царь Пётр арапа женил) er en sovjetisk spillefilm fra 1976 af Aleksandr Mitta.

## Medvirkende
- Vladimir Vysotskij som Abram Petrovitj Gannibal
- Aleksej Petrenko som Pjotr